# Congrés eucarístic

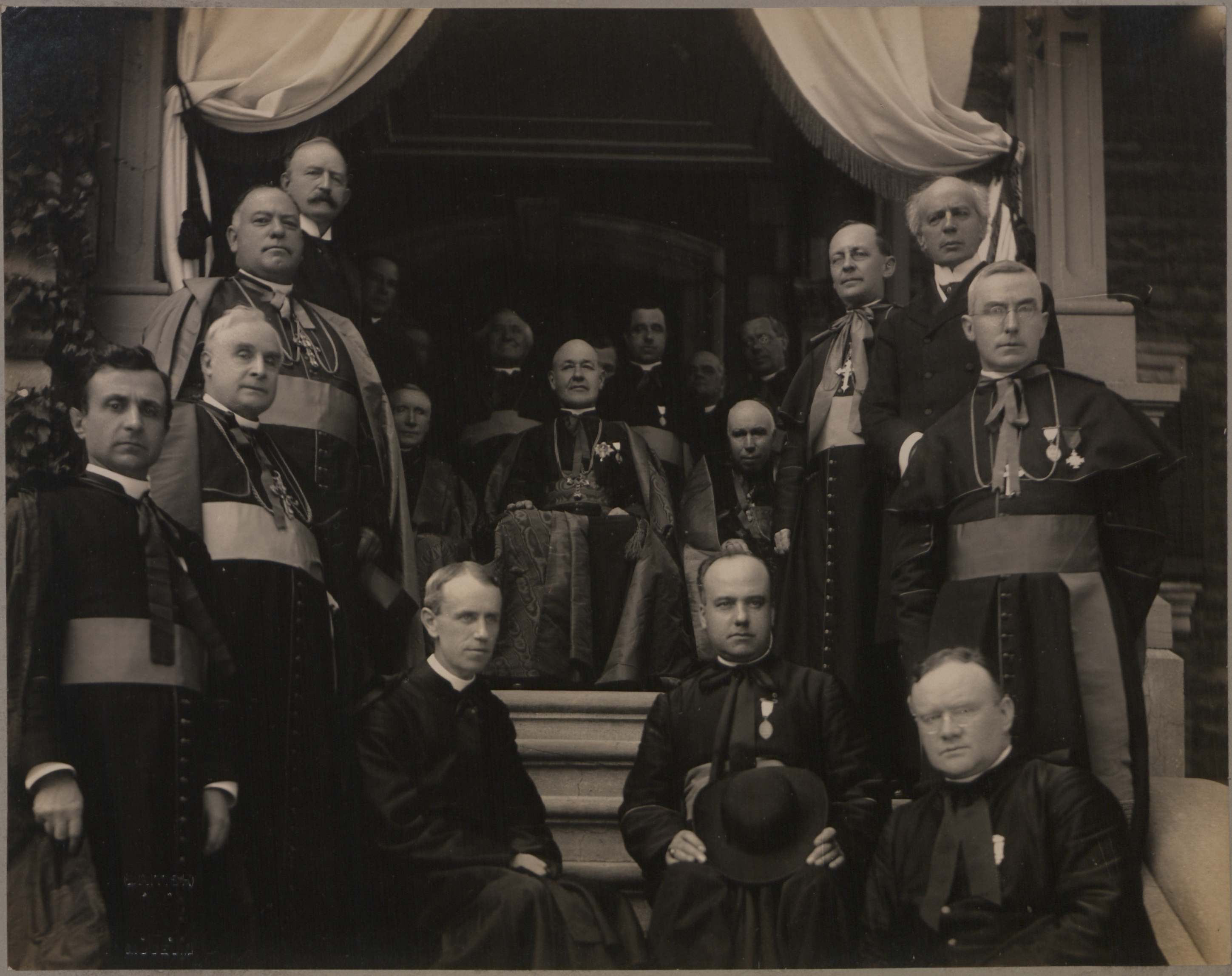
El 21è Congrés Eucarístic Internacional a Mont-real, Quebec, en 1910

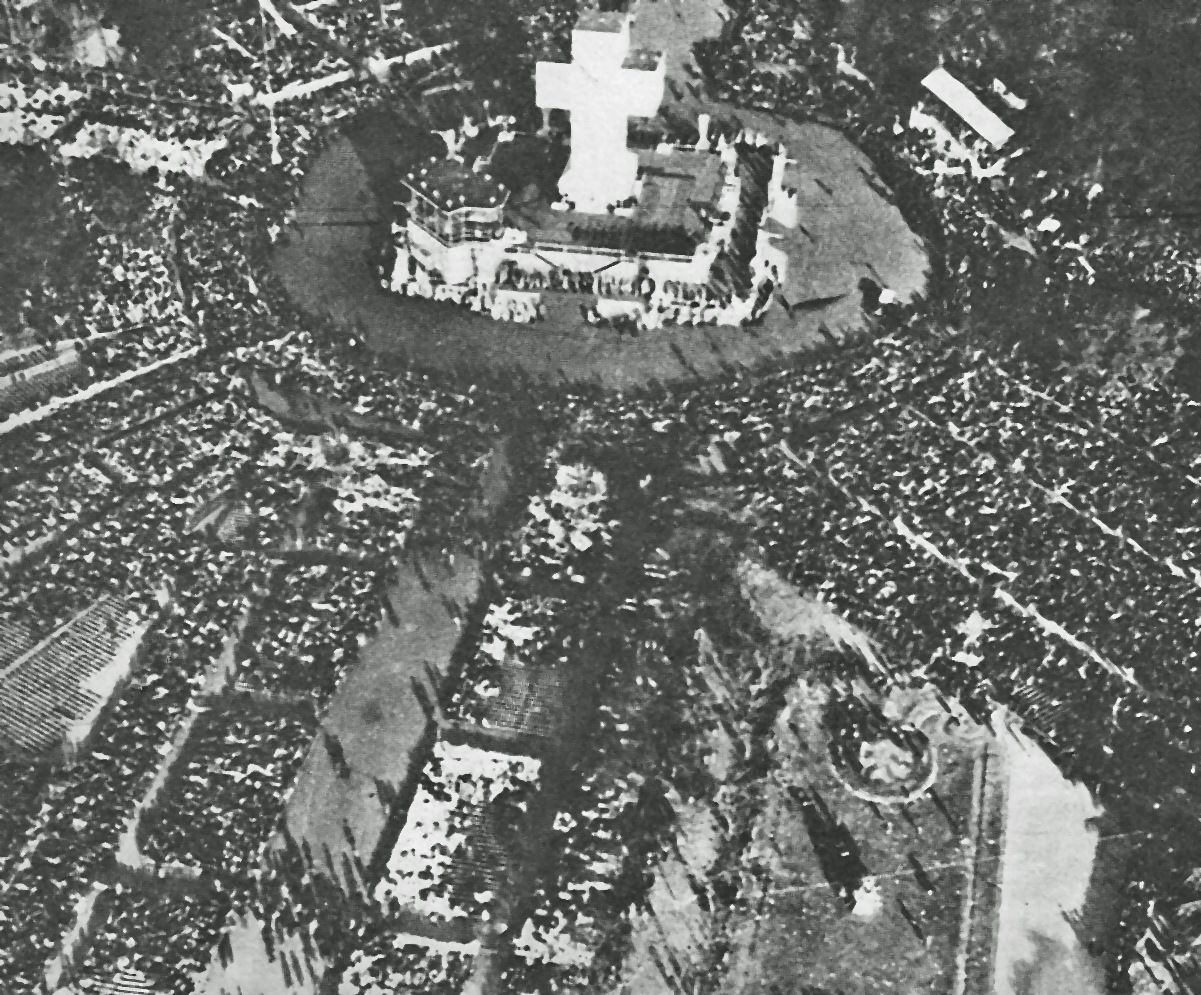
Congrés Eucarístic celebrat en 1934 a Buenos Aires.

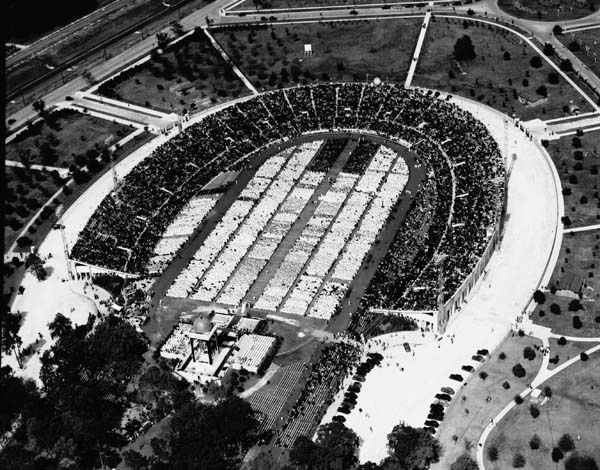
Vista aèria del City Park Stadium, a Nova Orleans, plena de voluntaris per al Congrés Eucarístic Nacional de 1938

Un congrés eucarístic, també congrés eucarístic internacional, és una assemblea de l'Església Catòlica que, convocada pel papa, es reuneix durant uns dies en una ciutat determinada per la Santa Seu, per donar culte a l'eucaristia i orientar la missió de l'Església Catòlica al món. Reuneix bisbes, sacerdots, religioses, religiosos i fidels laics presidits pel mateix Papa o per un delegat nomenat ad hoc.
El primer congrés eucarístic internacional es va celebrar a la ciutat francesa de Lilla en 1881. Malgrat que al principi es va organitzar un congrés cada any, no hi ha un calendari que fixi la seva periodicitat. En els últims anys s'han celebrat amb una mitjana de cada tres o quatre anys, i sempre en una ciutat diferent. Fins a l'actualitat s'han celebrat cinquanta congressos: l'últim, denominat amb Solemnitat del Cos i la Sang del Senyor, va tenir lloc a Dublín l'any 2012, el seu tema va ser L'Eucaristia: Comunió amb Crist i entre nosaltres. L'any 2012 va marcar el 50è aniversari de l'obertura del Concili Vaticà Segon, i l'elecció del tema està unida amb el Concili, especialment amb Lumen Gentium n. 7. El pròxim se celebrarà en 2016 a la ciutat de Cebu, Filipines.

## Congressos eucarístics celebrats
1. 1881:  Lilla  França
2. 1882:  Avinyó  França
3. 1883:  Lieja  Bèlgica
4. 1885:  Friburg  Suïssa
5. 1886:  Tolosa de Llenguadoc  França
6. 1888:  París  França
7. 1890:  Anvers  Bèlgica
8. 1893:  Jerusalem (aleshores un domini de l'Imperi Otomà)
9. 1894:  Reims  França
10. 1897:  Paray-le-Monial  França
11. 1898:  Brussel·les  Bèlgica
12. 1899:  Lorda  França
13. 1901:  Angers  França
14. 1902:  Namur  Bèlgica
15. 1904:  Angulema  França
16. 1905:  Roma  Itàlia
17. 1906:  Tournai  Bèlgica
18. 1907:  Metz (aleshores pertanyia a l'Imperi Alemany)
19. 1908:  Londres  Regne Unit
20. 1909:  Colònia  Alemanya
21. 1910:  Mont-real  Canadà
22. 1911:  Madrid  Espanya XXII Congrés Eucarístic Internacional
23. 1912:  Viena  Àustria
24. 1913:  Malta  Malàisia
25. 1914:  Lorda  França
26. 1922:  Roma  Itàlia
27. 1924:  Amsterdam  Països Baixos
28. 1926:  Chicago  Estats Units
29. 1928:  Sydney  Austràlia
30. 1930:  Cartago (Àfrica del nord)
31. 1932:  Dublín  Irlanda
32. 1934:  Buenos Aires  Argentina
33. 1937:  Manila  Filipines
34. 1938:  Budapest  Hongria
35. 1952:  Barcelona  Catalunya XXXV Congrés Eucarístic Internacional
36. 1955:  Río de Janeiro  Brasil
37. 1960:  Múnic  Alemanya
38. 1964:  Bombai  Índia
39. 1968:  Bogotà  Colòmbia
40. 1973:  Melbourne  Austràlia
41. 1976:  Filadèlfia  Estats Units
42. 1981:  Lorda  França
43. 1985:  Nairobi  Kenya
44. 1989:  Seül  Corea del Sud
45. 1993:  Sevilla  Espanya
46. 1997:  Breslau  Polònia
47. 2000:  Roma  Itàlia
48. 2004:  Guadalajara  Mèxic
49. 2008:  Quebec  Canadà
50. 2012:  Dublín  Irlanda
51. 2016:  Cebu  Filipines
52. 2020:  Budapest  Hongria